# Sorataea nephroidea
Sorataea nephroidea är en svampart som först beskrevs av Hans Sydow, och fick sitt nu gällande namn av Eboh & Cummins 1980. Sorataea nephroidea ingår i släktet Sorataea och familjen Uropyxidaceae.   Inga underarter finns listade i Catalogue of Life.